# El Tiempo
«Тье́мпо» (исп. El Tiempo, переводится «Время») — ежедневная популярная колумбийская газета на испанском языке. Владельцем газеты с момента основания по 2007 год была влиятельная в Колумбии семья Сантос.

## История
Газета была основана в 1911 году Альфонсо Вильегас Рестрепо. В 1913 году он продал её своему сводному брату Эдуардо Сантос Монтехо, который оставался редактором в течение более чем 50 лет. До 2007 года газета в составе холдинга «Casa Editorial El Tiempo» принадлежала членам семьи Сантос, обладающей большим влиянием в колумбийской политике: Эдуардо Сантос с 1938 по 1942 год был президентом Колумбии, Франсиско Сантос с 2002 по 2006 год занимал пост вице-президента, Хуан Мануэль Сантос избран президентом в 2010 году.
В 2007 году контрольный пакет ежедневника приобрела испанская медиа группа Planeta.

## Распространение
Газета печатается в шести региональных издательствах:
- Bogotá (Богота);
- Caribe (Барранкилья, Картахена, Санта-Марта, Синселехо, Риоача и Вальедупар);
- Medellín (Медельин);
- Café (Перейра, Манисалес, Армения);
- Cali (Кали, Попаян, Пасто);
- Региональное, для оставшихся частей страны.